# Ceratocryptus tibialis
Ceratocryptus tibialis là một loài tò vò trong họ Ichneumonidae.